# Os Prados de Ouro
Prados de ouro e minas de gemas (em árabe: مروج الذهب ومعادن الجوهر, lit. 'Muruj adh-dhahab wa ma'adin al-jawhar') é um livro árabe que conta a história do mundo começando com Adão e Eva até o califado Abássida escrito pelo historiador medieval Almaçudi (em árabe:  المسعودي).
Uma primeira versão do livro foi completa no ano de 947, mas autor passou a maior parte de sua vida adicionando e editando o trabalho. A primeira versão europeia do livro foi publicada em francês e árabe entre 1861 e 1877 pela sociedade asiática de Paris por Barbier de Meynard e Pavet de Courteille. Por mais de 100 anos esta foi a versão padrão utilizada pelos estudiosos ocidentais até que Charles Pellat publicasse uma versão francesa entre 1966 e 1974. Esta revisão foi publicada pela Universidade Libanesa de Beirute e consistia de cinco volumes.
Nesse livro, Almaçudi relata as viagem de um jovem nascido em Córdoba de nome Khachkhach junto com seus companheiros por terras além do oceano Atlântico e do mar Mediterrâneo de onde voltaram com grandes riquezas, essa história seria conhecida por todos na Espanha e revela o conhecimento das terras americanas na Península Ibérica muito antes dos tempos de Colombo e Cabral.